# 澀谷公會堂
澀谷公會堂（日语：／ Shibuya Kokaido，英語：Shibuya Public Hall）是位於東京都澀谷區宇田川町的公會堂（Hall）。通稱「澀公」。鄰接澀谷區役所，初代於1964年開業，2015年閉館。第2代於2019年竣工。在指定管理者制度下由株式會社Pasific Art Center（株式会社パシフィックアートセンター）負責管理、運營。2019年6月1日至2029年3月31日由LINE株式會社保有命名權，在此期間名稱是LINE CUBE SHIBUYA。

## 概要
關閉整修前的本館作為音樂廳（日语：音楽堂）具有很高的評價，被日本音響家協會列為《音響家選出的100大優良音樂廳》其中之一。
是1964年東京奧運的舉重賽事的比賽場館。

## 週邊設施
- 澀谷區役所（相鄰）
- NHK广播电视中心
  - NHK攝影棚公園
  - NHK大厅
- 代代木公园
- 國立代代木競技場
- 岸記念體育會館
- shibuya eggman
- SHIBUYA-AX

## 腳註

### 出典
1. 1 2  .   [2020-12-15]. （原始内容存档于2022-01-08）.
2. ↑  [.   [2020-12-15]. （原始内容存档于2012-05-15）. 网址－维基内链冲突 (帮助) 2011(平成23)年4月1日Template:～2016(平成28)年3月31日]
3. ↑  1964 Summer Olympics official report. （页面存档备份，存于） Volume 1. Part 1. p. 124.
4. ↑  1964 Summer Olympics official report. （页面存档备份，存于） Volume 2, Part 2. pp. 401-12.

## 外部連結
- 官方网站 （日語）

35°39′51.55″N 139°41′51.91″E / 35.6643194°N 139.6977528°E